# Artem Bondarew
Artem Michajlowytsch Bondarew (ukrainisch Артем Михайлович Бондарев; englische Transkription Artem Bondarev; * 12. Januar 1983 in Kiew, Ukrainische SSR, Sowjetunion) ist ein ukrainischer Eishockeyspieler, der zuletzt bis 2017 beim HK Donbass Donezk in der ukrainischen Eishockeyliga unter Vertrag stand und 2022 nach mehrjähriger Pause bei seinem Heimatverein HK Sokil Kiew auf das Eis zurückkehrte. Dort ist er auch im Trainerstab tätig.

## Karriere
Artem Bondarew begann seine Karriere als Eishockeyspieler beim HK Sokil Kiew in seiner Geburtsstadt, für den er bereits als 15-Jähriger in der B-Gruppe der East European Hockey League spielte. In der Spielzeit 1999/2000 absolvierte er neben den Spielen für seinen Stammverein auch Einsätze für Ldinka Kiew in der A-Gruppe der EEHL. Anschließend entwickelte er sich zum Wandervogel, dessen Karriere eine zweistellige Zahl an Stationen aufweist. Er war in Lettland, wo er mit dem HK Liepājas Metalurgs lettischer Meister wurde, in Rumänien, wo er mit Steaua Bukarest das Double aus Meisterschaft und Pokal errang, in Belarus, in Polen und immer wieder in seiner Heimatstadt Kiew, in der er mit dem HK Berkut Kiew 2002 und mit dem HK Sokil Kiew 2004 den ukrainischen Titel gewinnen konnte, tätig. Zudem wurde Bondarew 2012 und 2017 auch mit dem ostukrainischen HK Donbass Donezk Meister seines Landes. In seiner Zeit beim HK Bilyj Bars Browary wurde er 2014 Torschützenkönig und Topscorer der ukrainischen Liga. 2017 beendete er seine Karriere. Seit der Saison 2022/23 spielt er erneut für Sokil Kiew in der ukrainischen Liga und gewann mit dem Klub 2023 und 2024 erneut die ukrainische Meisterschaft.

### International
Im Nachwuchsbereich stand Bondarew für sein Heimatland zunächst bei den U18-Weltmeisterschaften 2000 und 2001 in der Top-Division auf dem Eis. Auch bei der U20-Junioren-Weltmeisterschaft 2000 spielte er bereits für die ukrainische Auswahl in der Top-Division, obwohl er erst 17 Jahre alt war. Nachdem er mit seiner Mannschaft aus der höchsten Klasse abgestiegen war, war er für die Ukraine 2001, 2002 und 2003 in der Division I der U20-WM aktiv, wobei in seinem letzten Nachwuchsjahr der Wiederaufstieg in die Top-Division gelang. Zudem nahm er mit der ukrainischen Studentenauswahl an den Winter-Universiaden 2001 in Zakopane, als die Bronze-Medaille gewonnen wurde, und 2005 in Innsbruck teil.
Für die ukrainische Eishockeynationalmannschaft der Herren wurde Bondarew dagegen erstmals für die Division-I-WM 2010 nominiert, als er bereits 27 Jahre alt war. Er verpasste dabei mit seiner Mannschaft den Aufstieg in die Top-Gruppe der Weltmeisterschaften nur knapp durch eine 1:2-Niederlage im abschließenden Spiel gegen Österreich. Als er zwei Jahre später erneut seine Farben vertreten durfte, konnte er sich mit seinem Team nicht in der A-Gruppe der Division I halten, 2013 gelang ihm beim Turnier in Donezk der sofortige Wiederaufstieg mit den Ukrainern. Auch 2014, 2015, 2016 und 2017 spielte er mit seiner Mannschaft in der Division I.
Des Weiteren stand er im Aufgebot seines Landes bei den Qualifikationsturnieren zu den Olympischen Winterspielen 2014 in Sotschi und 2018 in Pyeongchang.

### Trainerkarriere
2021 trat Bondarew in den Trainerstab seines Stammvereins HK Sokil Kiew ein. Zunächst war er Cheftrainer der U20-Mannschaft des Klubs. Seit 2022 ist er Assistenztrainer des Herrenteams.

## Erfolge und Auszeichnungen
- Bronzemedaille bei der Winter-Universiade
- 2002 Ukrainischer Meister mit dem HK Berkut Kiew.
- 2003 lettischer Meister mit dem HK Liepājas Metalurgs
- 2003 Aufstieg in die Top-Division bei der U20-Weltmeisterschaft der Division I, Gruppe A
- 2004 Ukrainischer Meister mit dem HK Sokil Kiew
- 2006 Rumänischer Meister mit Steaua Bukarest
- 2006 Rumänischer Pokalsieger mit Steaua Bukarest
- 2012 Ukrainischer Meister mit dem HK Donbass Donezk
- 2013 Aufstieg in die Division I, Gruppe A, bei der Weltmeisterschaft der Division I, Gruppe B
- 2014 Torschützenkönig und Topscorer der ukrainischen Eishockeyliga
- 2016 Aufstieg in die Division I, Gruppe A, bei der Weltmeisterschaft der Division I, Gruppe B
- 2017 Ukrainischer Meister mit dem HK Donbass Donezk
- 2023 Ukrainischer Meister mit dem HK Sokil Kiew
- 2024 Ukrainischer Meister mit dem HK Sokil Kiew

## Statistik
(Stand: Ende der Spielzeit 2012/13)